# Frederik af Slesvig-Holsten-Sønderborg-Glücksborg (1814-1885)
 Der er flere personer med dette navn, se Frederik af Slesvig-Holsten-Sønderborg-Glücksborg (1701-1766).
Hertug Frederik til Slesvig-Holsten-Sønderborg-Glücksborg (født 23. oktober 1814, død 27. november 1885) var hertug af Slesvig-Holsten-Sønderborg-Glücksborg fra 1878 til 1885.
Han var søn af Hertug Vilhelm af Slesvig-Holsten-Sønderborg-Glücksborg og Louise Karoline af Hessen-Kassel og storebror til Kong Christian 9. af Danmark.

## Biografi

### Fødsel og familie
Prins Frederik blev født den 23. oktober 1814 på Gottorp Slot i Hertugdømmet Slesvig som prins af Slesvig-Holsten-Sønderborg-Beck. Han var det fjerde barn og anden søn født i ægteskabet mellem Hertug Vilhelm af Slesvig-Holsten-Sønderborg-Beck og Prinsesse Louise Karoline af Hessen-Kassel. Hans far var overhovede for slægten Slesvig-Holsten-Sønderborg-Beck, en fjern og ubetydelig sidelinje til det danske kongehus, der nedstammede fra Kong Christian 3. Hans mor var datter af Landgreve Karl af Hessen, dansk feltmarskal og statholder i hertugdømmerne Slesvig og Holsten, og Prinsesse Louise af Danmark, datter af Kong Frederik 5. Gennem sin far nedstammede Frederik dermed i lige linje fra Kong Christian 3., mens han gennem sin mor var oldebarn af Kong Frederik 5.
Prins Frederik havde ni søskende, heriblandt den senere kong Christian 9. af Danmark.

### Opvækst
Prins Frederik voksede indledningsvis op med sine mange søskende på Gottorp Slot, hvor familien boede hos hertug Vilhelms svigerforældre. I 1824 døde imidlertid enkehertuginde Anna Karoline, enke efter den sidste hertug af den ældre linje af huset Slesvig-Holsten-Sønderborg-Glücksborg, Frederik Henrik Vilhelm, der var død i 1779. Glücksborg Slot stod herefter tomt, og ved et kongeligt patent af 6. juni 1825 overdrog Kong Frederik 6. af Danmark slottet til Vilhelm og udnævnte ham til Hertug af Slesvig-Holsten-Sønderborg-Glücksborg. Familien flyttede herefter til Glücksborg, hvor Frederik blev opdraget sammen med sine søskende under faderens ledelse. "Jeg opdrager mine sønner med strenghed, for at disse skulle lære at adlyde, uden at jeg dog derfor undlader at gøre dem tilgængelige for nutidens krav og fordringer", skrev hertugen til en ven.

## Senere liv
Prins Frederik trådte i dansk militærtjeneste, blev 1831 ritmester ved de lette Dragoner og stod ved det slesvig-holstenske oprørs udbrud 1848 ved 2. Dragonregiment i Itzehoe, med hvilket han sluttede sig til insurgenthæren. Han blev derfor 1849 udslettet af listen over Hærens personel, men fik 1858 ny afsked med tilladelse til at bære dansk uniform. Han var 1843 blevet dekoreret med Elefantordenen.
Ved sin barnløse storebroder Hertug Carls død den 24. oktober 1878 succederede han som hertug af Glücksborg.
Hertug Frederik døde 71 år gammel den 27. november 1885 på godset Grønholt (Grünholz) ved Egernførde. Han blev efterfulgt som hertug af sin ældste søn, Frederik Ferdinand.

## Ægteskab
Prins Frederik ægtede 16. oktober 1841 Prinsesse Adelheid til Schaumburg-Lippe, datter af Fyrst Georg 1. Vilhelm til Schaumburg-Lippe og Prinsesse Ida af Waldeck og Pyrmont. I ægteskabet blev der født fem børn:
- Auguste, Prinsesse af Hessen-Philippsthal-Barchfeld
- Frederik Ferdinand, Hertug af Glücksborg
- Louise, Fyrstinde af Waldeck og Pyrmont
- Prinsesse Marie
- Prins Albrecht